# Diamant (roman)
Diamant (izvirno angleško The Moonstone) je detektivski roman, ki ga je napisal britanski književnik Wilkie Collins. Prvič je izšel leta 1868 in velja za prvi detektivski roman v angleškem jeziku. Zgodba pripoveduje o skrivnostnem izginotju podedovanega diamanta iz hiše družine Verinder. V slovenščino je roman prevedla Božena Legiša.

## Zgodba
Mlada angleška plemkinja, Rachel Verinder na svoj 18. rojstni dan podeduje velik diamant, ki ga je iz hindijskega templja v Indiji ukradel njen stric. V svoji oporoki je diamant po svoji smrti zapustil nečakinji, ki ji ga je na dan praznovanja  njenega18. rojstnega dne izročil bratranec, Franklin Blake. Diamant je mlada dedinja cel večer nosila na obleki, da so ga videli vsi gostje, poleg njih pa še trije skrivnostni indijski žonglerji, ki so se ta večer pojavili na vratih. Diamant je še isto noč izginil, s tem pa se prične obdobje nesreče, zapletov in sumljivih dogodkov, saj kamen poleg velike denarne vrednosti s sabo nosi tudi veliko prekletstvo. Trije hindujski svečeniki so se zavezali, da bodo diamant vrnili v tempelj. Knjiga je napisana v obliki pričevanj različnih oseb, ki so bile povezane z diamantom. Preko teh pričevanj je opisan način kraje in storilca ter skrivnost diamanta in njegova vrnitev.

## Glavne osebe
- Rachel Verinder – glavna junakinja, mlada naslednica diamanta, ki ga podeduje na svoj 18. rojstni dan
- Lady Verinder – njena mati, bogata vdova
- Polkovnik Herncastle – Brat Lady Verinder, osumljen kaznivih dejanj v Indiji; diamant je pridobil na protipraven način
- Gabriel Betteredge – glavni strežaj pri Verinderjevih, prvi pričevalec
- Penelope Betteredge – njegova hči, prav tako služabnica pri Verinderjevih
- Rosanna Spearman – druga služabnica, v preteklosti zaprta zaradi kraj, osumljenka kraje diamanta
- Drusilla Clack – revna sestrična Rachel Verinder, licemerska krščanska usmiljenka, druga pričevalka
- Franklin Blake – avanturist, bratranec in snubec Rachel Verinder
- Godfrey Ablewhite – filantrop, bratranec in snubec Rachel Verinder
- Mr. Bruff – družinski odvetnik, tretji pričevalec
- Narednik Cuff – slavni detektiv, oboževalec vrtnic
- Dr. Candy – družinski zdravnik, prizadet po okrevanju po vročici
- Ezra Jennings – Dr. Candyjev nepriljubljeni in čudaški pomočnik, trpi za neozdravljivo boleznijo, zaradi katere jemlje opij, četrti pričevalec
- Mr. Murthwaite – znani avanturist, ki je v preteklosti večkrat obiska Indijo, poda epilog k zgodbi
- Indijski žonglerji – trije hindujski brahmani, preoblečeni v žonglerje, ki so odločeni vrniti diamant v domovino

## Literarni pomen
Po mnenju nekaterih kritikov je roman Diamant prvi detektivski roman s prvinami skrivnosti in psihološkega suspenza. T. S. Eliot ga je ocenil kot "prvi, najdaljši in najboljši sodobni angleški detektivski roman v žanru, ki ga je izumil Wilkie Collins in ne Poe," Dorothy L. Sayers pa ga je ocenila kot "verjetno najboljšo detektivsko zgodbo vseh časov."